# Platybunus leucophthalmus
Platybunus leucophthalmus is een hooiwagen uit de familie echte hooiwagens (Phalangiidae).